# Lioli FC
O Lioli FC é um clube de futebol com sede em Teyateyaneng, Lesoto. A equipe compete na Lesotho Premier League.

## História
O clube foi fundado em 1934.

## Títulos
Lesotho Premier League (7): 1985, 2009, 2013, 2015, 2016, 2024, 2025